# Pherne mellitularia
Pherne mellitularia är en fjärilsart som beskrevs av George Duryea Hulst 1886. Pherne mellitularia ingår i släktet Pherne och familjen mätare. Inga underarter finns listade i Catalogue of Life.